# Cágado-de-carapaça-estriada
O cágado-de-carapaça-estriada (Emys orbicularis) é um cágado distribuído pela Europa ocidental e central, Ásia ocidental e Norte de África. Vive em correntes de água de fluxo lento e hiberna até sete meses por ano no fundo da água. A sua carapaça é castanha com algum verde, e pintalgado de amarelo.